# Тема (Гана)
Те́ма — город на берегу Атлантического океана, восточнее столицы страны — Аккры; входит в состав региона Большая Аккра, в Гане, Западная Африка. Население в 2012 году — 160 939 человек.
Будучи первоначально небольшой рыбацкой деревушкой, город сильно вырос после постройки порта в 1961 году и сейчас является крупнейшим в стране морским портом. Также Тема является важным промышленным центром; в городе расположен нефтеперегонный завод. Со столицей Тему соединяют железная дорога и шоссе. Гавань Темы является одной из двух самых глубоких в стране наряду с портом Секонди-Такоради.
Тема ближе всех остальных населённых пунктов расположена к пересечению экватора с гринвичским меридианом.

## Климат
Тема характеризуется сухим экваториальным климатом. Город расположен в самой сухой части южной Ганы, где среднегодовое количество осадков составляет около 750 миллиметров. Годовые среднесуточные колебания температуры часто превышают 30 °C.
| Показатель                    | Янв. | Фев. | Март | Апр. | Май | Июнь | Июль | Авг. | Сен. | Окт. | Нояб. | Дек. | Год |
| ----------------------------- | ---- | ---- | ---- | ---- | --- | ---- | ---- | ---- | ---- | ---- | ----- | ---- | --- |
| Средний суточный максимум, °C | 32   | 32   | 32   | 33   | 32  | 30   | 28   | 28   | 29   | 30   | 32    | 33   | 33  |
| Средний суточный минимум, °C  | 23   | 24   | 24   | 26   | 25  | 24   | 23   | 23   | 24   | 23   | 23    | 24   | 23  |
| Норма осадков, мм             | 8    | 25   | 25   | 127  | 127 | 152  | 76   | 25   | 76   | 76   | 25    | 8    | 752 |
| Источник: Myweather2.com      |      |      |      |      |     |      |      |      |      |      |       |      |     |

## Города-побратимы
- Гринвич, Лондон, Великобритания
- Сан-Диего, США
- Роанок, США